# Frances McDormand
Frances Louise McDormand (Chicago, Illinois, 1957. június 23. –) háromszoros Oscar-díjas, Emmy- és Tony-díjas amerikai színésznő, producer, a független amerikai filmművészet legnagyobb színművésze. Hàromszor nyerte el a legjobb női főszereplőnek jàró Oscar-díjat. Egyike azon kevés színészeknek, akiket a színpadon, a televízióban és a filmekben is elismertek (Triple Crown of Acting).

## Fiatalkora és tanulmányai
1957-ben született Chicagóban, majd kanadai szülők fogadták örökbe. Gyerekkorában sokat utazott a család az Egyesült Államokban az apa lelkész feladatai miatt. Pennsylvaniában telepedtek le, ahol McDormand egy iskolai színdarabban lépett fel, és beleszeretett a színi világba. Miután elvégezte a Bethany Főiskolát Nyugat-Virginiában, beiratkozott a jónevű Yale Egyetemre színjátszó szakra. Első szerepe Derek Walcott Nobel-díjas jamaicai szerző darabjában volt.

## Pályafutása

### Az első szerepek
A diplomaosztás után New Yorkba költözött, és megosztotta lakását korábbi osztálytársával, Holly Hunterrel a Yale-ből. Hunteren keresztül ismerkedett meg a Coen testvérekkel, Joellel és Ethannel, akik kiválasztották McDormandet első filmjük, a Véresen egyszerű című thriller főszerepére. A film szakmai elismertsége lett a kiindulópont McDormand és Joel Coen közös munkáinak, majd később életüket is összekötötték, és egy fiút is örökbe fogadtak.
Szerepelt a Coen testvérek Bűnözési hullám és Arizonai ördögfióka című filmjében, utóbbi egy vígjáték, amelyben egykori lakótársa, Holly Hunter és Nicolas Cage volt a főszerepben. Mikor McDormandot 1988-ban Oscar-díjra jelölték, még mindig ismeretlennek számított a filmvilágban. A Lángoló Mississippi főszerepben két nyomozóval (Gene Hackman és Willem Dafoe) filmdráma, amelyben McDormand egy déli születésű asszonyt alakít, akit férje elver, amiért az vallomást tett a nyomozóknak. Ugyanezen évben McDormand a színpadon is sikert aratott A vágy villamosa mellékszereplőjeként, Tony-jelölést is kapott. A színésznő azonban szokatlan szerepeket vállalt, amikkel párszor melléfogott (Darkman, Csere-bere páros, A szabadság ösvényein), némely esetekben pozitív visszajelzést kapott (Boldog-boldogtalan, A szabadság ösvényein).

### Fargo és az Oscar
Valószínűleg minden elképzelhető díjra jelölték legjobb női szereplő kategóriában, mikor 1996-ban a Fargo várandós rendőrnőjeként mutatkozott be a közönség előtt. A film forgatókönyvét a Coen testvérek írták, a rendezői székben pedig Joel Coen foglalt helyet. A filmet hét kategóriában is Oscarra jelölték, amelyekből kettőt meg is nyert – az egyik a legjobb női főszereplőért járt McDormand személyében. Még ebben az évben a színésznő forgatásra ment egy második világháborús filmdrámára, a Láger az édenkertben című filmre, amelyben Glenn Close és Cate Blanchett oldalán játszott.
2000-ben harmadik Oscar-nominálását kapta a Majdnem híres című filmben nyújtott alakításáért. 2001-ben elvállalta Doris Crane szerepét a Coen testvérek Az ember, aki ott se volt című filmjében Billy Bob Thornton és James Gandolfini főszereplésével. A 2010-es évekig olyan jelentős filmekben játszott még, mint az Aeon Flux, a Minden végzet nehéz, a Jóbarátnők, a Miss Pettigrew nagy napja és a Kőkemény Minnesota, amelyért negyedik Oscar-jelölését kapta.

### Olive Kitteridge és Mildred Hayes
2014-ben McDormandot az HBO minisorozatának címadó főszerepére, az Olive Kitteridge-re választották ki. A sorozatot Lisa Cholodenko rendezte, és alapjául a 2008-ban megjelent Pulitzer-díjas regény szolgált Elizabeth Strout tollából. A történet egy középiskolás tanárról, annak férjéről és a város honos lakóiról szól. A produkció hét Emmy-díjat nyert, egy McDormandot gazdagította legjobb női főszereplő kategóriában. McDormand lett a filmtörténet tizenkettedik színésze, akit Tony-díjjal, Emmy-díjjal és Oscar-díjjal is jutalmaztak (Triple Crown of Acting).
2015-ben hangját kölcsönözte a Dínó tesó egész estés Disney-filmben. 2016-ban felbukkant az Ave, Cézár! című filmben egy röpke szerep erejéig. 2017-ben felkereste Martin McDonagh filmrendező, hogy elvállalná-e legújabb filmjének főszerepét. McDonagh elmondta, hogy évekkel ezelőtt a buszon zötykölődve három hatalmas plakátra lett figyelmes, amin egy felháborodott, dühös ember hallatta hangját: "Miért nem oldotta meg az ügyet a rendőrség?". Az az ötlete támadt, hogy egy édesanya állhat a háttérben (név szerint Mildred Hayes), akinek megerőszakolták, majd megölték a lányát. McDormand először visszautasította az ajánlatot, hivatkozva a korára, ami csak egy nagymama szerepére illene, férje, Joel Coen azonban rámutatott, hogy ilyen szerep nem hullik nap mint nap az ember ölébe. A produkció a Három óriásplakát Ebbing határában címet kapta, McDormand pedig 2018-ban átvehette érte Golden Globe-díját, majd a második Oscar-díját a 90. Oscar-gálán.

### 2018 után – A nomádok földje
2018-ban a Kutyák szigete különleges technológiával készült animációs filmben kölcsönözte a hangját. 2019-ben jelent meg az Elveszett Próféciák című fantasy-vígjáték minisorozat, melyben narrátorként, illetve Isten hangjaként tűnik fel. A 2020-ban bemutatott A nomádok földje című filmben nyújtott alakításáért megkapta harmadik Oscar-díját is.

## Magánélete
1984 óta Joel Coen rendező felesége. 1995-ben fogadtak örökbe egy hathónapos paraguayi fiút, aki a Pedro McDormand Coen nevet kapta.

## Filmográfia

### Film
| Év   | Magyar cím                            | Eredeti cím                               | Szerep                   | Magyar hang        | Rendező                  |
| ---- | ------------------------------------- | ----------------------------------------- | ------------------------ | ------------------ | ------------------------ |
| 1984 | Véresen egyszerű                      | Blood Simple                              | Abby                     | Csere Ágnes        | Joel Coen (1.)           |
| 1984 | Véresen egyszerű                      | Blood Simple                              | Abby                     | Zakariás Éva       | Ethan Coen (1.)          |
| 1984 | Véresen egyszerű                      | Blood Simple                              | Abby                     | Major Melinda      | Ethan Coen (1.)          |
| 1985 | Bűnözési hullám                       | Crimewave                                 | apáca                    |                    | Sam Raimi (1.)           |
| 1987 | Arizonai ördögfióka                   | Raising Arizona                           | Dot                      | Kiss Mari          | Joel Coen (2.)           |
| 1987 | Arizonai ördögfióka                   | Raising Arizona                           | Dot                      | Kiss Mari          | Ethan Coen (2.)          |
| 1988 | Lángoló Mississippi                   | Mississippi Burning                       | Mrs. Pell                | Kiss Mari          | Alan Parker              |
| 1988 | Lángoló Mississippi                   | Mississippi Burning                       | Mrs. Pell                | Orosz Anna         | Alan Parker              |
| 1988 | Lángoló Mississippi                   | Mississippi Burning                       | Mrs. Pell                | Kiss Mari          | Alan Parker              |
| 1988 | Lángoló Mississippi                   | Mississippi Burning                       | Mrs. Pell                | Orosz Helga        | Alan Parker              |
| 1989 | Az őrület fészke                      | Chattahoochee                             | Mae Foley                | Farkasinszky Edit  | Mick Jackson             |
| 1989 | Az őrület fészke                      | Chattahoochee                             | Mae Foley                | Vándor Éva         | Mick Jackson             |
| 1989 | Az őrület fészke                      | Chattahoochee                             | Mae Foley                | Hirling Judit      | Mick Jackson             |
| 1990 | Titkos hadsereg                       | Hidden Agenda                             | Ingrid Jessner           | Csere Ágnes        | Ken Loach                |
| 1990 | A halál keresztútján                  | Miller's Crossing                         | titkárnő                 |                    | Joel Coen (3.)           |
| 1990 | A halál keresztútján                  | Miller's Crossing                         | titkárnő                 | Ethan Coen (3.)    |                          |
| 1990 | Darkman                               | Darkman                                   | Julie Hastings           | Pápai Erika        | Sam Raimi (2.)           |
| 1991 | Hollywoodi lidércnyomás               | Barton Fink                               | színésznő (hangja)       |                    | Joel Coen (4.)           |
| 1991 | Hollywoodi lidércnyomás               | Barton Fink                               | színésznő (hangja)       | Ethan Coen (4.)    |                          |
| 1991 | Csere-bere páros                      | The Butcher's Wife                        | Grace                    | Tátrai Zita        | Terry Hughes             |
| 1991 | Csere-bere páros                      | The Butcher's Wife                        | Grace                    | Molnár Zsuzsa      | Terry Hughes             |
| 1992 | Boldog-boldogtalan                    | Passed Away                               | Nora Scanlan             | Kocsis Mariann     | Charlie Peters           |
| 1993 | Rövidre vágva                         | Short Cuts                                | Betty Weathers           | Vasvári Emese      | Robert Altman            |
| 1994 |                                       | Bleeding Hearts                           | tévébemondó              |                    | Gregory Hines            |
| 1995 | A szabadság ösvényein                 | Beyond Rangoon                            | Andy Bowman              |                    | John Boorman             |
| 1995 |                                       | Palookaville                              | June                     |                    | Alan Taylor              |
| 1996 | Fargo                                 | Fargo                                     | Marge Gunderson          | Kiss Mari          | Joel Coen (5.)           |
| 1996 | Fargo                                 | Fargo                                     | Marge Gunderson          | Kiss Mari          | Ethan Coen (5.)          |
| 1996 | Legbelső félelem                      | Primal Fear                               | Dr. Molly Arrington      | Varga Mária        | Gregory Hoblit           |
| 1996 | Legbelső félelem                      | Primal Fear                               | Dr. Molly Arrington      | Kiss Mari          | Gregory Hoblit           |
| 1996 | Lone Star – Ahol a legendák születnek | Lone Star                                 | Nyuszi                   | Fazekas Andrea     | John Sayles              |
| 1997 | Láger az édenkertben                  | Paradise Road                             | Dr. Verstak              | Csere Ágnes        | Bruce Beresford          |
| 1998 | Johnny, a dögkeselyű                  | Johnny Skidmarks                          | Alice                    |                    | John Raffo               |
| 1998 | Madeline, a csínytevő csitri          | Madeline                                  | Miss Clavel              | Kovács Nóra        | Daisy von Scherler Mayer |
| 1998 | Angyalok beszéde                      | Talk of Angels                            | Conlon                   | Ősi Ildikó         | Nick Hamm                |
| 2000 | Wonder Boys – Pokoli hétvége          | Wonder Boys                               | Sara Gaskell dékán       | Kiss Mari          | Curtis Hanson            |
| 2000 | Majdnem híres                         | Almost Famous                             | Elaine Miller            | Kiss Mari          | Cameron Crowe            |
| 2001 | Az ember, aki ott se volt             | The Man Who Wasn't There                  | Doris Crane              | Simon Mari         | Joel Coen (6.)           |
| 2001 | Az ember, aki ott se volt             | The Man Who Wasn't There                  | Doris Crane              | Simon Mari         | Ethan Coen (6.)          |
| 2002 |                                       | Laurel Canyon                             | Jane                     |                    | Lisa Cholodenko          |
| 2002 | Az igazság órája                      | City by the Sea                           | Michelle                 | Molnár Zsuzsa      | Michael Caton-Jones      |
| 2003 | Minden végzet nehéz                   | Something's Gotta Give                    | Zoe                      | Kiss Mari          | Nancy Meyers             |
| 2005 | Kőkemény Minnesota                    | North Country                             | Glory                    | Kiss Mari          | Niki Caro                |
| 2005 | Aeon Flux                             | Æon Flux                                  | intéző                   | Németh Kriszta     | Karyn Kusama             |
| 2006 | Jóbarátnők                            | Friends with Money                        | Jane                     | Kiss Mari          | Nicole Holofcener        |
| 2008 | Miss Pettigrew nagy napja             | Miss Pettigrew Lives for a Day            | Miss Pettigrew           | Kiss Mari          | Bharat Nalluri           |
| 2008 | Égető bizonyíték                      | Burn After Reading                        | Linda Litzke             | Kiss Mari          | Joel Coen (7.)           |
| 2008 | Égető bizonyíték                      | Burn After Reading                        | Linda Litzke             | Kiss Mari          | Ethan Coen (7.)          |
| 2011 | Ez az a hely                          | This Must Be the Place                    | Jane                     | Kisfalvi Krisztina | Paolo Sorrentino         |
| 2011 | Transformers 3.                       | Transformers: Dark of the Moon            | Charlotte Mearing        | Kiss Mari          | Michael Bay              |
| 2012 | Holdfény királyság                    | Moonrise Kingdom                          | Mrs. Bishop              | Kiss Mari          | Wes Anderson (1.)        |
| 2012 | Madagaszkár 3.                        | Madagascar 3: Europe's Most Wanted        | Dubois kapitány (hangja) | Borbás Gabi        | Eric Darnell             |
| 2012 | Madagaszkár 3.                        | Madagascar 3: Europe's Most Wanted        | Dubois kapitány (hangja) | Borbás Gabi        | Conrad Vernon            |
| 2012 | Madagaszkár 3.                        | Madagascar 3: Europe's Most Wanted        | Dubois kapitány (hangja) | Borbás Gabi        | Tom McGrath              |
| 2012 | Ígéret földje                         | Promised Land                             | Sue Thomason             | Kiss Mari          | Gus Van Sant             |
| 2014 |                                       | Every Secret Thing                        | hírolvasó (hangja)       |                    | Amy J. Berg              |
| 2015 | Dínó tesó                             | The Good Dinosaur                         | Mama (hangja)            | Spilák Klára       | Peter Sohn               |
| 2016 | Ave, Cézár!                           | Hail, Caesar!                             | C. C. Calhoun            | Horváth Zsuzsa     | Joel Coen (8.)           |
| 2016 | Ave, Cézár!                           | Hail, Caesar!                             | C. C. Calhoun            | Horváth Zsuzsa     | Ethan Coen (8.)          |
| 2017 | Három óriásplakát Ebbing határában    | Three Billboards Outside Ebbing, Missouri | Mildred Hayes            | Kiss Mari          | Martin McDonagh          |
| 2018 | Kutyák szigete                        | Isle of Dogs                              | Nelson, a tolmács        | Kiss Mari          | Wes Anderson (2.)        |
| 2020 | A nomádok földje                      | Nomadland                                 | Fern                     | Kiss Mari          | Chloé Zhao               |
| 2021 | A Francia Kiadás                      | The French Dispatch                       | Lucinda Krementz         | Kiss Mari          | Wes Anderson (3.)        |
| 2021 | Macbeth tragédiája                    | The Tragedy of Macbeth                    | Lady Macbeth             |                    | Joel Coen (9.)           |
| 2022 | A nők beszélnek                       | Women Talking                             | Scarface Janz            |                    | Sarah Polley             |
| 2024 | Két magányos farkas                   | Wolfs                                     | Pam (hangja)             |                    | Jon Watts                |

### Televízió
| Év        | Magyar cím                    | Eredeti cím                       | Szerep                              | Megjegyzések                                          |
| --------- | ----------------------------- | --------------------------------- | ----------------------------------- | ----------------------------------------------------- |
| 1985      |                               | Hunter                            | Nina Sloan                          | 1 epizód                                              |
| 1985      |                               | Scandal Sheet                     | ismeretlen szerep                   | tévéfilm                                              |
| 1985      | Külvárosi Körzet (Zsarublues) | Hill Street Blues                 | Connie Chapman                      | 6 epizód                                              |
| 1986      |                               | Spenser: For Hire                 | Mary                                | 1 epizód                                              |
| 1986      | Alkonyzóna                    | The Twilight Zone                 | Amanda Strickland                   | 1 epizód                                              |
| 1986      | Tony Cimo                     | Vengeance: The Story of Tony Cimo | Brigette                            | - tévéfilm - magyar hangja: - Kárpáti Denise          |
| 1987      |                               | Leg Work                          | Willie Pipal                        | 7 epizód                                              |
| 1992      | Őrült a szerelemben           | Crazy in Love                     | Clare                               | tévéfilm                                              |
| 1992      |                               | Sosei kishi Gaiasu                | lány (angol hangja)                 | minisorozat                                           |
| 1995      | Régi jó cimborák              | The Good Old Boys                 | Eve Calloway                        | tévéfilm                                              |
| 1995      |                               | Great Performances                | ismeretlen szerep                   | 1 epizód                                              |
| 1996      |                               | Hidden in America                 | Gus                                 | tévéfilm                                              |
| 2001–2002 |                               | State of Grace                    | Hannah Rayburn felnőttként (hangja) | 39 epizód                                             |
| 2006      | A Simpson család              | The Simpsons                      | Melanie Upfoot (hangja)             | 1 epizód                                              |
| 2014      | Olive Kitteridge              | Olive Kitteridge                  | Olive Kitteridge                    | - minisorozat (4 epizód) - főszereplő és producer     |
| 2019–2023 | Elveszett próféciák           | Good Omens                        | narrátor / Isten (hangja)           | - minisorozat (7 epizód) - magyar hangja: - Kiss Mari |

### Színház
- Awake and Sing! (1984)
- A vágy villamosa (1988)
- Vidéki lány (2008)
- Good People (2011)

## Díjak és jelölések
| Év                  | Jelölt film                                  | Díj | Eredmény      |               |               |
| Filmszereplés       | Filmszereplés                                | Filmszereplés                                                                                               | Filmszereplés | Filmszereplés | Filmszereplés |
| ------------------- | -------------------------------------------- | --- | ------------- | ------------- | ------------- |
| 1988                | Lángoló Mississippi                          | Kansas City Film Critics Circle Award for Best Supporting Actress                                           | Elnyerte      |               |               |
| 1988                | Lángoló Mississippi                          | National Board of Review Award for Best Supporting Actress                                                  | Elnyerte      |               |               |
| 1989                | Lángoló Mississippi                          | Chicago Film Critics Association Award for Best Supporting Actress                                          | Elnyerte      |               |               |
| 1989                | Lángoló Mississippi                          | Oscar-díj a legjobb női mellékszereplőnek                                                                   | Jelölve       |               |               |
| 1996                | Fargo                                        | Los Angeles Film Critics Association Award for Best Actress                                                 | Második hely  |               |               |
| 1996                | Fargo                                        | National Board of Review Award for Best Actress                                                             | Elnyerte      |               |               |
| 1996                | Fargo                                        | New York Film Critics Circle Award for Best Actress                                                         | Második hely  |               |               |
| 1996                | Fargo                                        | San Diego Film Critics Society Award for Best Actress                                                       | Elnyerte      |               |               |
| 1996                | Fargo                                        | Society of Texas Film Critics Award for Best Actress                                                        | Elnyerte      |               |               |
| 1997                | Fargo                                        | Oscar-díj a legjobb női főszereplőnek                                                                       | Elnyerte      |               |               |
| 1997                | Fargo                                        | Golden Globe-díj a legjobb női főszereplőnek – filmmusical vagy vígjáték                                    | Jelölve       |               |               |
| 1997                | Fargo                                        | BAFTA-díj a legjobb női főszereplőnek                                                                       | Jelölve       |               |               |
| 1997                | Fargo                                        | Screen Actors Guild-díj a legjobb női főszereplőnek                                                         | Elnyerte      |               |               |
| 1997                | Fargo                                        | Szaturnusz-díj a legjobb női főszereplőnek                                                                  | Jelölve       |               |               |
| 1997                | Fargo                                        | American Comedy Award for Funniest Actress in a Motion Picture (Leading Role)                               | Elnyerte      |               |               |
| 1997                | Fargo                                        | Broadcast Film Critics Association Award for Best Actress                                                   | Elnyerte      |               |               |
| 1997                | Fargo                                        | Chicago Film Critics Association Award for Best Actress                                                     | Elnyerte      |               |               |
| 1997                | Fargo                                        | Empire Award for Best Actress                                                                               | Elnyerte      |               |               |
| 1997                | Fargo                                        | Florida Film Critics Circle Award for Best Actress                                                          | Elnyerte      |               |               |
| 1997                | Fargo                                        | Independent Spirit Award for Best Female Lead                                                               | Elnyerte      |               |               |
| 1997                | Fargo                                        | Kansas City Film Critics Circle Award for Best Actress                                                      | Elnyerte      |               |               |
| 1997                | Fargo                                        | London Film Critics' Circle Award for Actress of the Year                                                   | Elnyerte      |               |               |
| 1997                | Fargo                                        | National Society of Film Critics Award for Best Actress                                                     | Harmadik hely |               |               |
| 1997                | Fargo                                        | Online Film & Television Association Award for Best Actress                                                 | Elnyerte      |               |               |
| 1997                | Fargo                                        | Satellite Award for Best Actress – Motion Picture Drama                                                     | Elnyerte      |               |               |
| 1997                | Fargo                                        | Southeastern Film Critics Association Award for Best Actress                                                | Elnyerte      |               |               |
| 1996                | Lone Star – Ahol a legendák születnek        | Lone Star Film & Television Award for Best Supporting Actress                                               | Elnyerte      |               |               |
| 1997                | Hidden in America                            | Primetime Emmy-díj a legjobb női mellékszereplőnek (televíziós minisorozat vagy tévéfilm)                   | Jelölve       |               |               |
| 2000                | Wonder Boys – Pokoli hétvége / Majdnem híres | Boston Society of Film Critics Award for Best Supporting Actress                                            | Elnyerte      |               |               |
| 2000                | Wonder Boys – Pokoli hétvége / Majdnem híres | Las Vegas Film Critics Society Award for Best Supporting Actress                                            | Jelölve       |               |               |
| 2000                | Wonder Boys – Pokoli hétvége / Majdnem híres | Los Angeles Film Critics Association Award for Best Supporting Actress                                      | Elnyerte      |               |               |
| 2001                | Wonder Boys – Pokoli hétvége / Majdnem híres | Critics Choice Award for Best Supporting Actress                                                            | Elnyerte      |               |               |
| 2001                | Wonder Boys – Pokoli hétvége / Majdnem híres | Florida Film Critics Circle Award for Best Supporting Actress                                               | Elnyerte      |               |               |
| 2001                | Wonder Boys – Pokoli hétvége / Majdnem híres | National Society of Film Critics Award for Best Supporting Actress                                          | Második hely  |               |               |
| 2001                | Wonder Boys – Pokoli hétvége / Majdnem híres | Phoenix Film Critics Society Award for Best Actress in a Supporting Role                                    | Jelölve       |               |               |
| 2000                | Majdnem híres                                | New York Film Critics Circle Award for Best Supporting Actress                                              | Második hely  |               |               |
| 2000                | Majdnem híres                                | San Diego Film Critics Society Award for Best Supporting Actress                                            | Elnyerte      |               |               |
| 2001                | Majdnem híres                                | Oscar-díj a legjobb női mellékszereplőnek                                                                   | Jelölve       |               |               |
| 2001                | Majdnem híres                                | Golden Globe-díj a legjobb női mellékszereplőnek                                                            | Jelölve       |               |               |
| 2001                | Majdnem híres                                | BAFTA-díj a legjobb női mellékszereplőnek                                                                   | Jelölve       |               |               |
| 2001                | Majdnem híres                                | Screen Actors Guild-díj a legjobb női mellékszereplőnek                                                     | Jelölve       |               |               |
| 2001                | Majdnem híres                                | American Comedy Award for Funniest Supporting Actress in a Motion Picture                                   | Jelölve       |               |               |
| 2001                | Majdnem híres                                | Blockbuster Entertainment Award for Favorite Supporting Actress – Drama/Romance                             | Jelölve       |               |               |
| 2001                | Majdnem híres                                | Chicago Film Critics Association Award for Best Supporting Actress                                          | Elnyerte      |               |               |
| 2001                | Majdnem híres                                | Dallas-Fort Worth Film Critics Association Award for Best Supporting Actress                                | Második hely  |               |               |
| 2001                | Majdnem híres                                | Online Film & Television Association Award for Best Supporting Actress                                      | Jelölve       |               |               |
| 2001                | Majdnem híres                                | Online Film Critics Society Award for Best Ensemble Cast Performance                                        | Elnyerte      |               |               |
| 2001                | Majdnem híres                                | Online Film Critics Society Award for Best Supporting Actress                                               | Jelölve       |               |               |
| 2001                | Majdnem híres                                | Satellite Award for Best Performance by an Actress in a Supporting Role, Comedy or Musical                  | Jelölve       |               |               |
| 2001                | Majdnem híres                                | Southeastern Film Critics Association Award for Best Supporting Actress                                     | Elnyerte      |               |               |
| 2002                | Az ember, aki ott se volt                    | Szaturnusz-díj a legjobb női mellékszereplőnek                                                              | Jelölve       |               |               |
| 2003                | Laurel Canyon                                | Gijón International Film Festival Award for Best Actress                                                    | Elnyerte      |               |               |
| 2004                | Laurel Canyon                                | Independent Spirit Award for Best Supporting Female                                                         | Jelölve       |               |               |
| 2005                | Kőkemény Minnesota                           | Las Vegas Film Critics Society Award for Best Supporting Actress                                            | Elnyerte      |               |               |
| 2005                | Kőkemény Minnesota                           | Satellite Award for Outstanding Actress in a Supporting Role, Drama                                         | Jelölve       |               |               |
| 2005                | Kőkemény Minnesota                           | St. Louis Gateway Film Critics Association Award for Best Supporting Actress                                | Jelölve       |               |               |
| 2005                | Kőkemény Minnesota                           | Women Film Critics Circle Award for Best Female Images in a Movie                                           | Elnyerte      |               |               |
| 2006                | Kőkemény Minnesota                           | Oscar-díj a legjobb női mellékszereplőnek                                                                   | Jelölve       |               |               |
| 2006                | Kőkemény Minnesota                           | Golden Globe-díj a legjobb női mellékszereplőnek                                                            | Jelölve       |               |               |
| 2006                | Kőkemény Minnesota                           | BAFTA-díj a legjobb női mellékszereplőnek                                                                   | Jelölve       |               |               |
| 2006                | Kőkemény Minnesota                           | Screen Actors Guild-díj a legjobb női mellékszereplőnek                                                     | Jelölve       |               |               |
| 2006                | Kőkemény Minnesota                           | Critics Choice Award for Best Supporting Actress                                                            | Jelölve       |               |               |
| 2008                | Égető bizonyíték                             | St. Louis Film Critics Association Award for Best Supporting Actress                                        | Jelölve       |               |               |
| 2008                | Égető bizonyíték                             | Utah Film Critics Association Award for Best Supporting Actress                                             | Második hely  |               |               |
| 2009                | Égető bizonyíték                             | Golden Globe-díj a legjobb női főszereplőnek – filmmusical vagy vígjáték                                    | Jelölve       |               |               |
| 2012                | Holdfény királyság                           | Boston Society of Film Critics Award for Best Ensemble Cast                                                 | Második hely  |               |               |
| 2012                | Holdfény királyság                           | Gotham Award for Best Ensemble Cast                                                                         | Jelölve       |               |               |
| 2012                | Holdfény királyság                           | Phoenix Film Critics Society Award for Best Ensemble Acting                                                 | Jelölve       |               |               |
| 2012                | Holdfény királyság                           | Southeastern Film Critics Association Award for Best Cast                                                   | Második hely  |               |               |
| 2012                | Holdfény királyság                           | Women Film Critics Circle Award for Best Screen Couple                                                      | Elnyerte      |               |               |
| 2013                | Holdfény királyság                           | Central Ohio Film Critics Association Award for Best Ensemble                                               | Elnyerte      |               |               |
| 2013                | Madagaszkár 3.                               | Behind The Voice Acting Feature Film Voice Acting Award for Best Female Vocal Performance in a Feature Film | Jelölve       |               |               |
| 2014                | Olive Kitteridge                             | Satellite Award for Best Actress – Miniseries or Television Film                                            | Elnyerte      |               |               |
| 2015                | Olive Kitteridge                             | Screen Actors Guild-díj a legjobb színésznőnek (minisorozat vagy tévéfilm)                                  | Elnyerte      |               |               |
| 2015                | Olive Kitteridge                             | Golden Globe-díj a legjobb női főszereplőnek (minisorozat vagy tévéfilm)                                    | Jelölve       |               |               |
| 2015                | Olive Kitteridge                             | Critics' Choice Television Award for Best Actress in a Movie/Miniseries                                     | Elnyerte      |               |               |
| 2015                | Olive Kitteridge                             | Primetime Emmy-díj a legjobb női főszereplőnek (televíziós minisorozat vagy tévéfilm)                       | Elnyerte      |               |               |
| 2018                | Három óriásplakát Ebbing határában           | Szaturnusz-díj a legjobb női főszereplőnek                                                                  | Jelölve       |               |               |
| 2018                | Három óriásplakát Ebbing határában           | Golden Globe-díj a legjobb női főszereplőnek – filmdráma                                                    | Elnyerte      |               |               |
| 2018                | Három óriásplakát Ebbing határában           | BAFTA-díj a legjobb női főszereplőnek                                                                       | Elnyerte      |               |               |
| 2018                | Három óriásplakát Ebbing határában           | Screen Actors Guild-díj a legjobb női főszereplőnek                                                         | Elnyerte      |               |               |
| 2018                | Három óriásplakát Ebbing határában           | Oscar-díj a legjobb női főszereplőnek                                                                       | Elnyerte      |               |               |
| 2021                | A nomádok földje                             | Golden Globe-díj a legjobb női főszereplőnek – filmdráma                                                    | Jelölve       |               |               |
| 2021                | A nomádok földje                             | BAFTA-díj a legjobb női főszereplőnek                                                                       | Elnyerte      |               |               |
| 2021                | A nomádok földje                             | BAFTA-díj a legjobb filmnek                                                                                 | Elnyerte      |               |               |
| 2021                | A nomádok földje                             | Screen Actors Guild-díj a legjobb női főszereplőnek                                                         | Jelölve       |               |               |
| 2021                | A nomádok földje                             | Satellite Award for Best Actress – Motion Picture Drama                                                     | Elnyerte      |               |               |
| 2021                | A nomádok földje                             | Oscar-díj a legjobb női főszereplőnek                                                                       | Elnyerte      |               |               |
| 2021                | A nomádok földje                             | Oscar-díj a legjobb filmnek                                                                                 | Elnyerte      |               |               |
| 2023                | A nők beszélnek                              | Oscar-díj a legjobb filmnek                                                                                 | Jelölve       |               |               |
| Színpadi szereplés  |                                              | |               |               |               |
| 1988                | A vágy villamosa                             | Drama Desk Award for Outstanding Featured Actress in a Play                                                 | Jelölve       |               |               |
| 1988                | A vágy villamosa                             | Tony-díj a legjobb női főszereplőnek                                                                        | Jelölve       |               |               |
| 2008                | Vidéki lány                                  | Drama Desk Award for Outstanding Actress in a Play                                                          | Jelölve       |               |               |
| 2011                | Good People                                  | Drama Desk Award for Outstanding Actress in a Play                                                          | Elnyerte      |               |               |
| 2011                | Good People                                  | Tony-díj a legjobb női főszereplőnek                                                                        | Elnyerte      |               |               |
| Tiszteletbeli díjak |                                              | |               |               |               |
| 1993                | Rövidre vágva                                | Venice Film Festival Special Ensemble Award                                                                 | Különdíj      |               |               |
| 1993                | Rövidre vágva                                | Golden Globe Special Award for Ensemble Cast                                                                | Különdíj      |               |               |
| 2001                | nincs adat                                   | Elle Women in Hollywood Icon Award (shared)                                                                 | Különdíj      |               |               |
| 2014                | nincs adat                                   | Venice Film Festival Visionary Award                                                                        | Különdíj      |               |               |